# 宋联奎
宋联奎（1870年—1951年7月20日）字聚五（又作菊坞），晚号菊叟。祖籍云南，生于陕西省长安县宋家花园（今属西安市雁塔区）。中华民国政治人物。

## 生平
宋联奎早年在长安县以及甘肃皋兰、兰州等地学习。光绪十一年（1885年）回到陕西。次年春，应童子试入县学，不久赴兰州省亲。光绪十三年（1887年）再次返回陕西。光绪十五年（1889年）参加乡试中举人。光绪十六年（1890年）入西安关中书院。同年，跟随父亲到甘肃兰州，此后先后任教于江西会馆、靖远县敷文书院。
光绪二十年（1894年），宋联奎在北京参加恩科会试，但未中。光绪二十一年（1895年），参加甘军董福祥部，任文案，兼理奏牍事务。因为平息河湟事变有功，升任直隶州知州加四品衔，分发四川候补。光绪二十五年（1899年）起，先后任职于富厂（自流井）盐务局、江巴盐务局、井研票厘局。光绪二十八年（1902年），当地的官员准备以“拳匪”的罪名将几个“吃大户”的饥民处决，以便应付外国人惩办义和团的要求。宋联奎调阅案卷后称：“宁忤上官，断不能杀人以媚洋人。”
同年，宋联奎给四川总督岑春煊致信，陈述治理四川的意见，受到岑春煊赏识，岑春煊遂任命他担任忠州知州。光绪三十一年（1905年），任四川资州知州，任内筹建资州中学堂和半日学堂，并且捐廉俸购买并种植两所桑园，每年产桑苗二十万株，所产桑苗发给农民进行种植。他还将州署按例应得白银一千两捐献出来办学，用以添建初级师范学堂。此外，他整顿了警察户吏，蠲免了民众应纳的地丁平余银一千两。光绪三十三年（1907年），宋联奎转署叙州府知府，后又署宁远府知府。光绪三十四年（1908年）冬，因为办理辖区内少数民族事务而同四川总督赵尔巽发生分歧，遂借口母亲生病需要照顾而辞职。到达成都后，他被任命为资州府知府，不久辞职，宣统二年（1910年）夏回到西安。同年秋，被任命为云南楚雄府知府，奏称云南为其祖籍，请求回避，但未能获得批准，只好赴任。宣统三年（1911年）初，经成都赴云南，调署永昌府知府，旋即护理迤西道兵备，不久正式署理该职，并兼任腾越关监督，还负责西防营务处之事。在云南任职期间，他曾经交涉片马地区划界、国际修路事宜等，主张“遇事主张坚决，而出之以委婉和平”。
1911年10月27日，云南新军举行起义，宋联奎到山区躲避，受到村民保护，后来被护送到缅甸新街（八莫），经过华侨李遐养、林振宗等人协助，经槟榔屿、新加坡、香港九龙到达上海。1912年5月，他应陕西都督张凤翙邀请，回到陕西西安，任陕西都督府顾问。1913年冬，他被代理陕西民政长高增爵荐为陕中道观察使。1914年1月，由北京政府任命护理陕西民政长，他虽然极力托辞但终未获准。同年3月，改署理陕西民政长。同年5月，各省民政长改称巡按使，他遂改任陕西巡按使，任职至7月中旬。期间，白朗军进入陕西，陕西都督张凤翙和宋联奎奉命镇压。同年6月，袁世凯以剿白朗为名，调京畿军政执法处处长陆建章署理陕西都督，宋联奎虽极力反对但最终未能阻止，乃辞职。
1915年4月，宋联奎被北京政府任命为督办云南东川铜矿及全省金矿事务。同年8月，筹安会成立，宣传袁世凯称帝，宋联奎反对，遂以妻子逝世为名，告假回到陕西。同年12月，云南护国军讨伐袁世凯，宋联奎乃留居西安。1918年，到北京任总统府咨议。1919年春，参加南北议和的南北代表派国会议员张瑞玑来到陕西，为陕西靖国军与陕西督军陈树藩划界停战。靖国军对张瑞玑偏袒陈树藩十分不满，宋联奎奉命回到陕西进行调解。此后至1923年，一度短暂作为特派勘察禁烟大员赴陕西，此外均在北京闲居，和宋伯鲁、高增爵等人写诗酬答。1923年秋，到西安居住。
1929年陕西发生重大旱灾，宋联奎每天均给灾民舍饭。杨虎城、邵力子、熊斌、祝绍周等先后任陕西省政府主席时，宋联奎均获聘为陕西省政府顾问。1934年，他任陕西通志馆馆长，主持编纂《续修陕西通志稿》，并主编《关中丛书》。1936年西安事变爆发后，他和王典章等社会名流被各界推举赴南京，促进西安事变和平解决。
抗日战争前期，宋联奎在西安的住所宋家花园常常是抗日民主人士聚会之所。周恩来、李根源、朱德等人均曾为座上宾。宋联奎同李宗仁、朱庆澜、林伯渠、伍云甫等人往来频繁。1938年11月18日，日军开始轰炸西安，陕西省政府为此疏散西安人口，宋联奎乃携家迁居城固。翌年5月，被举为陕西省临时参议会议长，他虽然推辞以年岁大，但未获批准，遂就任。
抗日战争结束后，1945年冬，宋联奎率全家迁居西安。他对中国国民党的专制统治非常不满，直言国民党的统治比晚清还要腐败，言论刊于《秦风·工商日报联合版》上。
中华人民共和国成立后，宋联奎出任陕西省各界人民代表会议协商委员会常务委员、西安市郊区土改委员会委员等职务。
1951年7月20日，宋联奎逝世于西安。

## 著作
- 编纂《续修陕西通志稿》、咸宁县续志、长安县续志
- 主编《关中丛书》
- 《苏庵杂志》
- 《苏庵公牍存略》
- 《城南草堂文稿》
- 《城南草堂诗稿》[1]